# Casorate Primo
Casorate Primo (Casoraa in dialetto milanese, AFI: [kazuˈrɑː]) è un comune italiano di 9 171 abitanti della provincia di Pavia in Lombardia. Si trova nel Pavese settentrionale, non lontano dalla riva sinistra del Ticino, al confine con la città metropolitana di Milano.

## Storia
La signoria di Casorate fu donata dall'imperatore Lotario I al vescovo di Pavia nell'849. Nel 1164 l'imperatore Federico I pose Casorate sotto il dominio della città di Pavia; da allora, nonostante la vicinanza a Milano (della cui diocesi fece sempre parte, come sede di una pieve ecclesiastica), fu sempre amministrativamente legata a Pavia, facendo parte della Campagna Soprana. La dipendenza feudale dal vescovo di Pavia durava ancora nel XVIII secolo: nel 1418 il vescovo Pietro Grassi concesse a Casorate gli Statuti comunali. Nel 1239 i confederati lombardi vi sconfissero l'imperatore Federico II. Il 12 novembre 1356 Lodrisio Visconti, al comando delle truppe milanesi, vi sconfisse gli imperiali guidati da Marcovaldo di Raudeck. Nel 1863 prese il nome di Casorate Primo.

### Simboli
Lo stemma e il gonfalone sono stati concessi con decreto del presidente della Repubblica del 16 febbraio 1999.
Il gonfalone è un drappo di azzurro.

### Onorificenze
Il 13 settembre 2008 il presidente della repubblica Giorgio Napolitano ha conferito a Casorate Primo il titolo di Città

## Monumenti e luoghi d'interesse

### Architetture religiose

#### Chiesa Prepositurale di San Vittore
Anche se Casorate è in provincia di Pavia, la chiesa appartiene al decanato di Abbiategrasso dell'arcidiocesi di Milano.
Con i titoli di Parrocchia, Prepositurale e anticamente Collegiata sede di Prevosto, era la chiesa capopieve di Casorate. È stata anche sede di vicariato foraneo.
Si dice che questa chiesa era la più antica della zona (esisteva nel V/VI secolo), ricostruita nelle forme attuali nella seconda metà del Settecento e finita nel 1790 dall'architetto Gallori. Grazie a questa ricostruzione, attualmente la chiesa ha una lunghezza complessiva di 50 metri. L’edificio presenta orientamento nord-est/sud-ovest ed è caratterizzato da una pianta a croce greca che nel corso dei secoli è stata modificata attraverso ampliamenti significativi in direzione longitudinale. Due coppie di paraste ripartiscono la facciata neoclassica in tre specchiature dove sono ospitati i portali in bronzo dello scultore Antonio De Paoli: quello centrale è sormontato da un arco a tutto sesto, mentre un fascione suddivide la porzione inferiore dal grande timpano triangolare. All’interno, due file di quattro pilastri suddividono la navata principale dalle laterali: a sezione quadrata nella prima parte dell’aula, a sezione circolare in corrispondenza della cupola posta all’incrocio dei bracci. L'interno in origine era a croce greca, oggi è a croce latina, al lato destro ci sono 2 cappelle quello della Madonna Addolorata e quello di San Vittore, al lato sinistro altre 2 cappelle, quella di San Giuseppe e della Madonna del Rosario, in più nel lato sinistro c'è il fonte battesimale. Altre 2 cappelle sono ai lati dell'altare maggiore. Possiede 2 cupole affrescate. Dietro la chiesa, il campanile fu costruito nel 1803 e completato nel 1838 con la posa delle campane. Possiede un concerto di 6 campane in Si2.  . 
L’elenco delle chiese dipendenti dalla pieve nei primi del 1700 erano:             gli oratori di Santa Maria del Monte Carmelo, di Sant’Antonio abate, dei Santi martiri Gervaso e Protaso, della Beata Maria Vergine del Pilar, del Mulino Vecchio, della Natività della Beata Maria Vergine Gloriosa, dei Santi Carlo, Giovanni Battista e Martino in Merlate, di Sant’Agostino in Bertacca, di San Michele arcangelo in 

#### Chiesa di Santa Maria del Carmine
La seconda chiesa per grandezza di Casorate. 
In origine la chiesa aveva un'altra denominazione ovvero quello della Natività di Maria. Ricostruita nel 1854 su una precedente che si trovano tracce del quattordicesimo secolo. Nel 1883 viene decorata internamente da Giacobbe Re. Nel 1973 vengono rifatti i portoni (restaurati poi nel 2017). L’edificio presenta orientamento nord-est /sud-ovest e presenta una facciata tripartita dove la porzione centrale, leggermente avanzata, ospita l’ingresso principale all’interno dello sfondato che si conclude con un arco a tutto sesto; a lato sono presenti i due ingressi secondari, ciascuno sormontato da un timpano triangolare. All’interno la chiesa presenta un aspetto assai semplice: privo di un apparato decorativo pittorico, lo spazio è dominato dalla luce naturale che entra attraverso i finestroni e scandito dalle colonne che sostengono la cupola centrale; archi a tutto sesto collegano tra loro gli elementi strutturali formando volte a botte ed a vela. Sulla parete di fondo dell'altare maggiore in una nicchia contine la statua della Madonna del Carmelo. Possiede anche un campanile con 3 

#### Chiesa di Sant'Antonio Abate
È la chiesa più piccola di Casorate. Fondata nell'ottobre del 1376, dopo il testamento di Antonio de' Conti che diceva che se suo figlio non avesse avuto eredi la sua casa sarebbe stata trasformata in chiesa con il titolo di Sant'Antonio. Il figlio morì senza eredi, si diede quindi alla trasformazione della casa in chiesa. Si può leggere la storia sulla targa posta sul campanile. La chiesa è stata restaurata diverse volte per le sue condizioni, l'ultimo restauro è quello del 2012. La costruzione della chiesa è di qualche anno dopo il testamento, precisamente dal 1400 al 1470. 
Possiede due ingressi, uno costituito dalla vetrata nella facciata principale, l'altro a lato con una porta. L'interno è semplice con un soffitto a travi a vista. Completato nel 1894 con l'aggiunta di due campane della fonderia Barigozzi. 

### Architetture civili
Villa Belloni
Villa situata in Via Dall'Orto. Costruita nei primi del 1900 dall'industriale Pietro Belloni, a fianco del suo piumificio. L'edificio è in stile Liberty. La dimora che è la più bella della città ha una metratura totale di circa1300mq (320 a piano). Nel 2023 è stata restaurata esternamente da fondi del pnrr. Attualmente in stato di abbandono e chiusa al pubblico, è di proprietà comunale, in progetto c'è il suo adattamento a biblioteca e casa delle associazioni della città. 

Ospedale Carlo Mira (Casa e Ospedale di Comunità) 
Casorate vanta, nel proprio territorio comunale, la presenza di una efficiente struttura ospedaliera ben attrezzata e rispondente alle varie esigenze della popolazione casoratese e dei paesi limitrofi. Copre un'area d'utenza di circa 30 - 35mila abitanti ed offre vari ambulatori specialistici, il laboratorio analisi, laboratorio radiografico, ecografico ed alcune cure chirurgiche.La struttura ospedaliera risale ai primi anni del ‘900 e, per la sua presenza nel paese, la popolazione deve essere grata ad un ricchissimo benefattore nativo di Casorate: l'ingegnere Carlo Mira che, verso la fine dell'800, prima di morire lasciò una grossa eredità affinché fosse costruito un ospedale in Casorate. Trascorsero ben quarant'anni dalla donazione, forse per motivi burocratici, ma finalmente l'ospedale venne edificato ed intitolato al benefattore Carlo Mira. Nel 1928 l'istituzione inizia la sua attività. Nel tempo l'ospedale è stato ampliato fino ad assumere l'attuale struttura mantenendo, però, sempre valida l'iniziale forma estetica ad H. Dal 2023 è sede di Casa e Ospedale di Comunità 

## Società
Il comune di Casorate Primo al 2025 è il secondo per popolazione dell'area del Pavese (dopo Pavia), e il 9° della Provincia di Pavia
Evoluzione demografica
- 1500 nel 1751
- 2372 nel 1805
- 3257 nel 1853

Abitanti censiti

### Lingue e dialetti
Pur facendo parte della provincia pavese, i casoratini parlano una variante del dialetto milanese. Questo dialetto ha poco in comune col dialetto pavese, che risente delle forti influenze dall'emiliano.

## Cultura

### Istruzione
Le scuole di Casorate sono due (primaria e secondaria).

### Amministrazione
| Sindaco          | Durata mandato     |
| ---------------- | ------------------ |
| Daniele Bardelli | 1995 – 1999        |
| Giovanni Orlandi | 1999 – 2004        |
| Gian Antonio Rho | 2004 – 2014        |
| Antonio Longhi   | 2014 – 2019        |
| Enrico Vai       | dal 27 maggio 2019 |